# Südwestrundfunk

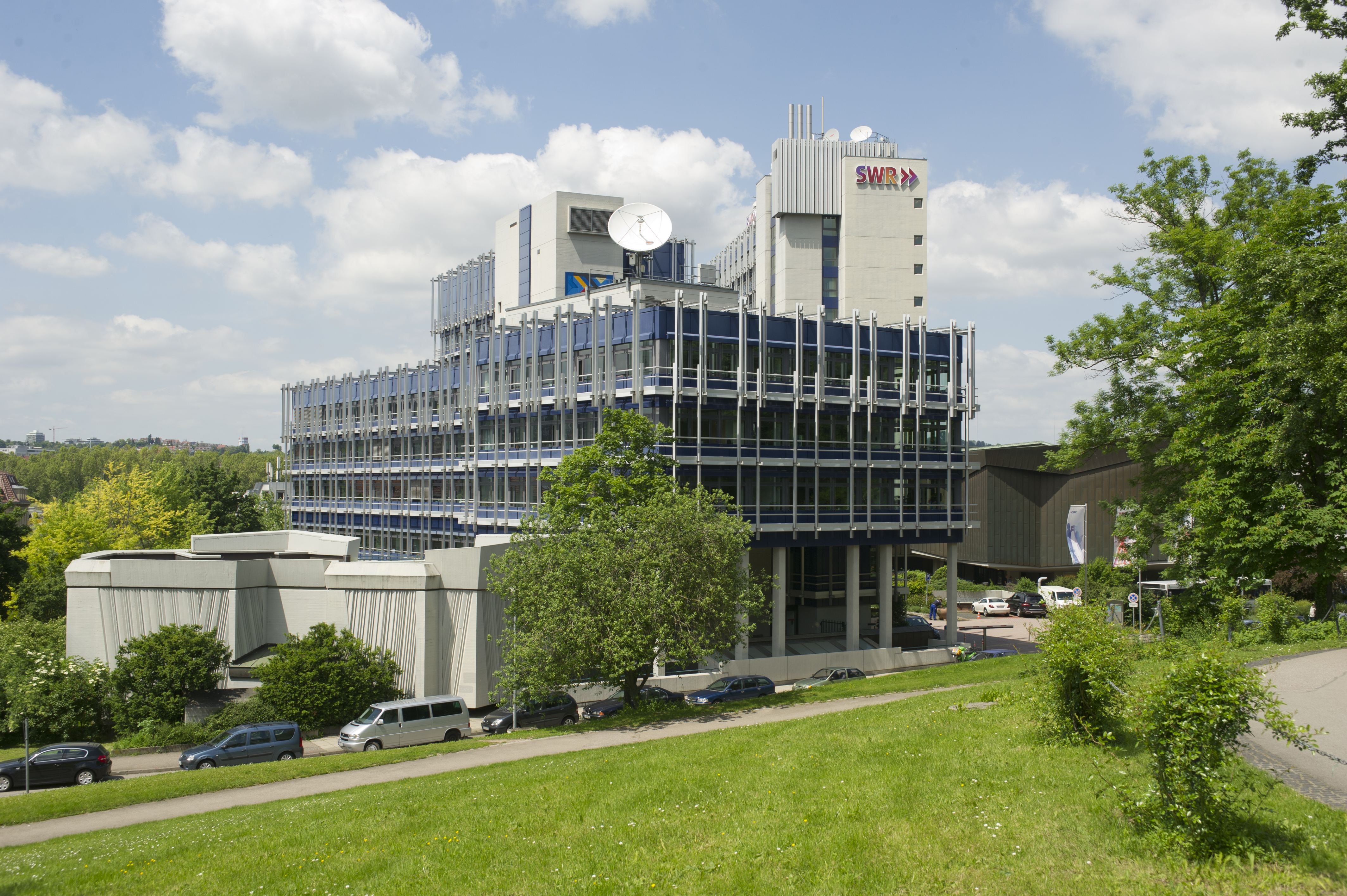
Südwestrundfunk i Stuttgart.

Südwestrundfunk (SWR) är ett statligt regionalt TV- och radiobolag, verksamt i de tyska delstaterna Baden-Württemberg och Rheinland-Pfalz. Südwestrundfunk har tre huvudorter: Stuttgart, Baden-Baden och Mainz. Südwestrundfunk skapades 1998 när Süddeutscher Rundfunk (SDR) och Südwestfunk (SWF) slogs samman.